# Mare de Déu de la Garrola
La Mare de Déu de la Garrola és una església amb elements prerromànics i barrocs de Bassella (Alt Urgell) inclosa a l'Inventari del Patrimoni Arquitectònic de Catalunya.

## Descripció
Edifici religiós d'una nau, molt modificat. Porta al W i absis rectangular més petit i més baix que la nau. Finestres d'esqueixada senzilla a l'est i sud de l'absis. L'exterior arrebossat tapa el parament. Alguns autors pensen el la possibilitat que sigui preromànic encara que sense una bona investigació arqueològica és impossible assegurar-lo.